# Салин, Бернхард
Карл Бернхард Салин (4 января 1861, Эребру — 10 октября 1931, Стокгольм) — шведский археолог, историк культуры и куратор музея.

## Биография
Бернхард Салин сдал вступительный экзамен в государственной гимназии в Нючёпинге 28 мая 1880 года, а затем начал учебу студентом Уппсальского университета, где он стал в 1885 году бакалавром в области скандинавских языков, эстетики, искусства и литературы, латыни, истории, политологии и астрономии. Он стал в 1888 году преподавателем философии в истории искусств и доктором в эстетике в 1890 году. Салин был принят в качестве помощника в Государственный исторический музей в 1889 году, где он был назначен вторым помощником куратора в 1902 году. Салин стал куратором Северного музея в 1903 году и был его директором с 1905 по 1913 год.
Салин был изначально искусствоведом, но интересовался доисторической археологией, и, как археолог, он участвовал в том числе в раскопках в Сиреторпе в Блекинге в 1915 году. Салина посвятил себя позже истории религии, особенно развитию скандинавской мифологии. Он был признанным специалистом по звериному стилю. В 1891, 1892, 1894 и 1895 годах он провел около двух лет в широких исследованиях в Центральной и Южной Европе. В результате поездки он опубликовал в 1904 году работу «Altgermanische Thierornamentik», которая содержит стилевой анализ и рассмотрение различных культурных течений в период миграции.